# Ertan Tombak
Ertan Tombak (Varna, 30 de mayo de 1999) es un futbolista búlgaro que juega en la demarcación de lateral derecho para el PFC Slavia Sofia de la Primera Liga de Bulgaria.

## Selección nacional
Tras jugar con las categorías inferiores de la selección, finalmente el 8 de junio de 2024 hizo su debut con la selección de Bulgaria en un partido amistoso contra Eslovenia que finalizó con un resultado de empate a uno tras el gol de Kiril Despodov para Bulgaria, y de Andraž Šporar para Eslovenia.

## Clubes
| Club                  | País     | Año       | Partidos | Goles |
| --------------------- | -------- | --------- | -------- | ----- |
| PFC Cherno More Varna | Bulgaria | 2017-2018 | 5        | 0     |
| PFC Slavia Sofia      | Bulgaria | 2019-     | 122      | 1     |